# Simulium minuanum
Simulium minuanum es una especie de insecto del género Simulium, familia Simuliidae, orden Diptera.
Fue descrita científicamente por Strieder & Coscaron, 2000.